# Hsieh Hsi-en
Hsieh Hsi-en (* 29. September 1994 in Neu-Taipeh) ist eine taiwanesische Hürdenläuferin, die sich auf die 100-Meter-Distanz spezialisiert.

## Sportliche Laufbahn
Erste internationale Erfahrungen sammelte Hsieh Hsi-en bei den Asienmeisterschaften 2015 in Wuhan, bei denen sie mit 14,16 s in der ersten Runde ausschied, wie auch bei den Asienmeisterschaften zwei Jahre später in Bhubaneswar. Anschließend nahm sie an der Sommer-Universiade in Taipeh teil und erreichte dort das Halbfinale. 2018 nahm sie erstmals an den Asienspielen in Jakarta teil und belegte dort mit 13,92 s im Finale Rang acht. Im Jahr darauf wurde sie bei den Asienmeisterschaften in Doha in 13,37 s Sechste. Anschließend startete sie erneut bei den Studentenweltspielen in Neapel und scheiterte dort mit 13,73 s in der Vorrunde. 2021 startete sie dank einer Wildcard im 100-Meter-Lauf bei den Olympischen Sommerspielen in Tokio und schied dort mit 12,49 s in der Vorausscheidungsrunde aus.
2020 wurde Hsieh taiwanische Meisterin in der 4-mal-100-Meter-Staffel. Sie ist Studentin für Sportwissenschaften an der Nationalen Taiwan-Normaluniversität.

## Persönliche Bestleistungen
- 100 Meter: 12,49 s (+0,5 m/s), 30. Juli 2021 in Tokio
- 100 m Hürden: 13,30 s (+1,8 m/s), 29. April 2019 in Chiayi